# 罗兰·沙桑
罗兰·沙桑（法語：Roland Chassain，1947年2月5日—2021年2月9日），法国政治人物。

## 生平
1947年生于欧里亚克，1970年移居滨海圣玛丽，先后经营肉店和纪念品商店。1995年当选市长。2002年在罗讷河口省第16选区当选法国国民议会议员。他曾呼吁为恐怖主义者恢复死刑制度。
2021年2月9日逝世。

## 荣誉
- 法国荣誉军团骑士勋章（2009年）